# Jump the Gun
Jump the Gun è il terzo album in studio dei Pretty Maids, uscito nel 1990 per l'Etichetta discografica Epic Records.
L'album venne reintitolato Lethal Heroes esclusivamente per il mercato statunitense.

## Tracce
1. Leathal Heroes (Atkins, Hammer)
2. Don't Settle for Less (Atkins, Hammer)
3. Rock the House (Atkins, Hammer)
4. Savage Heart (Atkins, Hammer)
5. Young Blood (Atkins, Hammer)
6. Headlines (Atkins, Hammer)
7. Jump the Gun (Wexler)
8. Partners in Crime (Atkins, Hammer)
9. Attention (Atkins, Hammer)
10. Hang Tough (Atkins, Hammer)
11. Over and Out (Atkins, Hammer)
12. Dream On (Atkins, Hammer)

## Formazione
- Ronnie Atkins – voce
- Ken Hammer - chitarra
- Ricky Mark - chitarra
- Allan DeLong - basso
- Phil Moorheed – batteria
- Alan Owen – tastiere

### Altri musicisti
- Roger Glover - basso nella traccia 10
- Ian Paice - batteria nella traccia 5
- Freddy George Jensen - arpa nella traccia 12
- Ivan Pedersen - cori
- Knud Lindhard - cori